# ميناء شرفخانه
ميناء شرفخانه هو أكبر ميناء ساحلي يتبع قضاء شبستر بمحافظة أرذبيجان الشرقية في إيران ويقع شمال شرق البحيرة ويبعد عن منطقة صوفيان 49 كم وعن جنوب مدينة شبستر 30 كم و88 كم شمال غرب تبريز. يحتوي الميناء على منشآت حيوية ومخازن للبضائع بالإضافة إلى القوارب لنقل السياح، وللميناء أهمية اقتصادية وساحية وعلاجية بسبب مياهه المعدنية وكذلك الوحل الذي يستخدمه الكثير من السياح لخصائصه الطبية.

## التضررات
ضرب عام 2004م زلزال بلغت قوته 4 درجات على مقياس ريختر ميناء شرفخانه، وسجلت مؤسسة رصد الزلازل الإيرانية الزلزال الساعة العاشرة و3 دقائق و 53 ثانية من مساء يوم الأحد.